# Dorothea Bate
Dorothea Minola Alice Bate (Carmarthen, 8 de noviembre de 1878- Westcliff-on-Sea, 13 de enero de 1951) fue una paleontóloga, zoóloga y ornitóloga británica. Fue la primera mujer contratada como científica, a la edad de diecinueve años, por el Museo de Historia Natural de Londres. Pionera en la zooarqueología, su legado científico continúa siendo relevante.

## Trayectoria profesional
Bate nació en Carmarthen, en el sur de Gales en 1878, fue la segunda de tres hijos en una familia rural. A pesar de su interés en las ciencias naturales no tuvo la posibilididad de asistir a una educación superior como su hermano mayor. En 1898, a los 19 años, la familia Bate se mudó a Gloucestershire, una región con muchas cuevas formadas de piedra caliza circundante. A partir de ese momento le surgió también el interés por la paleontología.
Autodidacta, sin formación formal, en 1898 obtuvo un empleo en el Museo de Historia Natural de Londres en el Departamento de Zoología y luego comenzó a trabajar con fósiles. Su trabajo no era oficial ya que el trabajo de mujeres estuvo prohibido hasta 1928, solo le pagaban por trabajo a destajo, es decir, por la cantidad de muestras que pudiera preparar.
Permaneció en el Museo cincuenta años y allí aprendió sobre ornitología, paleontología, geología y anatomía.
Para cuando publicó su primer artículo, a la edad de veintidós años, para el Geological Magazine, había ya descubierto 15 especies de mamíferos y aves del Pleistoceno en el valle del río Wye. En 1948, con casi 70 años, durante la Segunda Guerra Mundial el Museo se traslada y Bate fue nombrada directora del Museo de Ciencias Naturales de Tring, perteneciente al Museo de Historia Natural, y sede de la British Ornithologists' Union.
En 1937 se convirtió en la primera mujer nombrada profesora en una cátedra en la Universidad de Cambridge. A pesar de ello, «En la Royal Society de Londres no podía presentar sus trabajos. No podía leerlos en público como hacían los hombres. No le dejaron tener una voz autorizada como científica a pesar de tener publicaciones.»
Fue una pionera de la zooarqueología, especialmente en la interpretación de los climas. Muchos arqueólogos y antropólogos reconocieron sus conocimientos en la identificación de fósiles, tales como Louis Leakey, Charles McBurney o John Desmond Clark. Llegó a publicar 80 informes y reseñas, además de un número similar de trabajos inéditos.

## Islas del Mediterráneo
Entre 1901 y 1911 Bate exploró las zonas montañosas de las islas de Creta, Chipre y las Islas Baleares y sus investigaciones proporcionaron muestras claras de la selección natural de las especies que habitan en islas remotas. Es decir, debido a la escasez de alimentos, los animales grandes se hacen más pequeños y robustos, a la vez que las animales pequeños tienden a ser más grandes debido a la falta de predadores.
Encontró fósiles de elefantes pigmeos e hipopótamos en Chipre y en Creta. En Mallorca, descubrió una especie extinta de artiodáctilo, y que denominó Myotragus (cabra-rata), además de restos de tortugas gigantes y del lirón gigante de Mallorca (Hypnomys morpheus), del tamaño de una ardilla.

## Arqueología en Palestina
En 1929, la arqueóloga Dorothy Garrod comenzó a enviarle a Bate los restos arqueológicos obtenidos de las cuevas del Monte Carmelo para que los examinara y catalogara. Bate se unió a Garrod en los trabajos de campo en 1934 y juntas encontraron los restos fósiles de 52 especies distintas, incluyendo los artiodáctilos Dama mesopotamica, y Gazella, los cuales le sirvieron a Bate para crear la tabla Dama-Gazella, utilizada por los científicos en sus estudios sobre los cambios climáticos durante el período en el que los seres humanos vivían en las cuevas de la región.
De 1935 a 1937, Bate excavó en una colina en Belén, donde encontró fósiles de animales que datan de antes del Pleistoceno, incluyendo elefantes, rinocerontes, tortugas gigantes y el Hipparion, una especia extinta de caballo.

## Fallecimiento
Trabajó hasta poco antes de su fallecimiento, el 13 de enero de 1951 de una trombosis coronaria aunque sufría un cáncer. Sus archivos personales fueron destruidos por un incendio poco tiempo después de su muerte.

## Reconocimientos
- 1940: Beca Wollaston. Sociedad Geológica de Londres
- 1940: Elegida miembro de la Sociedad Geológica de Londres[7]
- 2017: Placa azul en su casa natal en Carmarthen[7]
- 2018: Se descubre un busto conmemorativo de su descubrimiento de Myotragus, en Capdepera.[8]

## Eponimia
- Cervus dorothensis (Capasso Barbato 1992),
- Mus bateae (David Mayhew 1977),
- Myotragus batei (Crusafont Pairo, Basilio Angel 1966).